# Tarentola boettgeri
La tarantola di Gran Canaria (Tarentola boettgeri Steindachner, 1891) è un piccolo sauro della famiglia Phyllodactylidae, endemico delle Isole Canarie.

## Descrizione
I maschi misurano circa 7,4 centimetri e le femmine 6,8 esclusa la coda. La testa ha forma triangolare con occhi di colore grigio-azzurro; sotto la palpebra sono presenti squame con protuberanze simili a spine. Sul dorso si trovano diverse file di piccoli tubercoli dai bordi arrotondati che tendono a diventare seghettati nella parte inferiore della schiena. Il dorso è di colore grigio-brunastro, attraversato longitudinalmente da una linea più chiara e trasversalmente da una serie di strisce più scure.
La sottospecie T. b. hierrensis è di dimensioni leggermente inferiori ed ha un numero ridotto di tubercoli e di strisce e macchie sopra la coda.
Le femmine, a differenza dei maschi, posseggono dei piccoli artigli retrattili sul primo, secondo e quinto dito.

## Biologia

### Comportamento
Si tratta di una specie notturna. Può essere osservata in attività, occasionalmente, anche di giorno, nelle zone di alta quota oppure quando il cielo è coperto. Interagisce con i suoi simili tramite la comunicazione vocale, della quale fa uso anche nella stagione dell'accoppiamento. Il suo principale mezzo di difesa per sfuggire ai predatori è probabilmente l'autotomia della coda.

### Alimentazione
Si dispone di informazioni solo sulle specie tenute in cattività, le quali si cibavano di artropodi.

### Riproduzione
I dati acquisiti sulla riproduzione provengono solo da studi effettuati su esemplari in cattività. Il periodo dell'accoppiamento sarebbe compreso tra marzo ed agosto per la sottospecie nominale, T. b. boettgeri, e la riproduzione avverrebbe 5 volte l'anno. Per la sottospecie T. b. hierrensis, la stagione sarebbe compresa tra maggio e settembre e l'accoppiamento avverrebbe 4 volte l'anno. Viene deposto, di solito, un solo uovo per covata. Le uova sono lunghe circa 13 mm e larghe 11. La temperatura esterna può influire sul periodo di incubazione e sul sesso dell'embrione. Maggiore è la temperatura, minore è il periodo di incubazione, che parte da 90 giorni ad una temperatura di 27,3 °C, fino a 50 giorni, alla temperatura di 32,3 °C. L'embrione sviluppa il sesso maschile se la temperatura è inferiore a 26,5 °C, mentre sviluppa il sesso femminile se è compresa tra 27 °C e 28 °C. I piccoli misurano circa 2,8 centimetri, esclusa la coda, che invece ne misura circa 2,5. Il peso medio oscilla dai 539 mg, ai 614 mg per la sottospecie T. b. hierrensis.

## Distribuzione e habitat

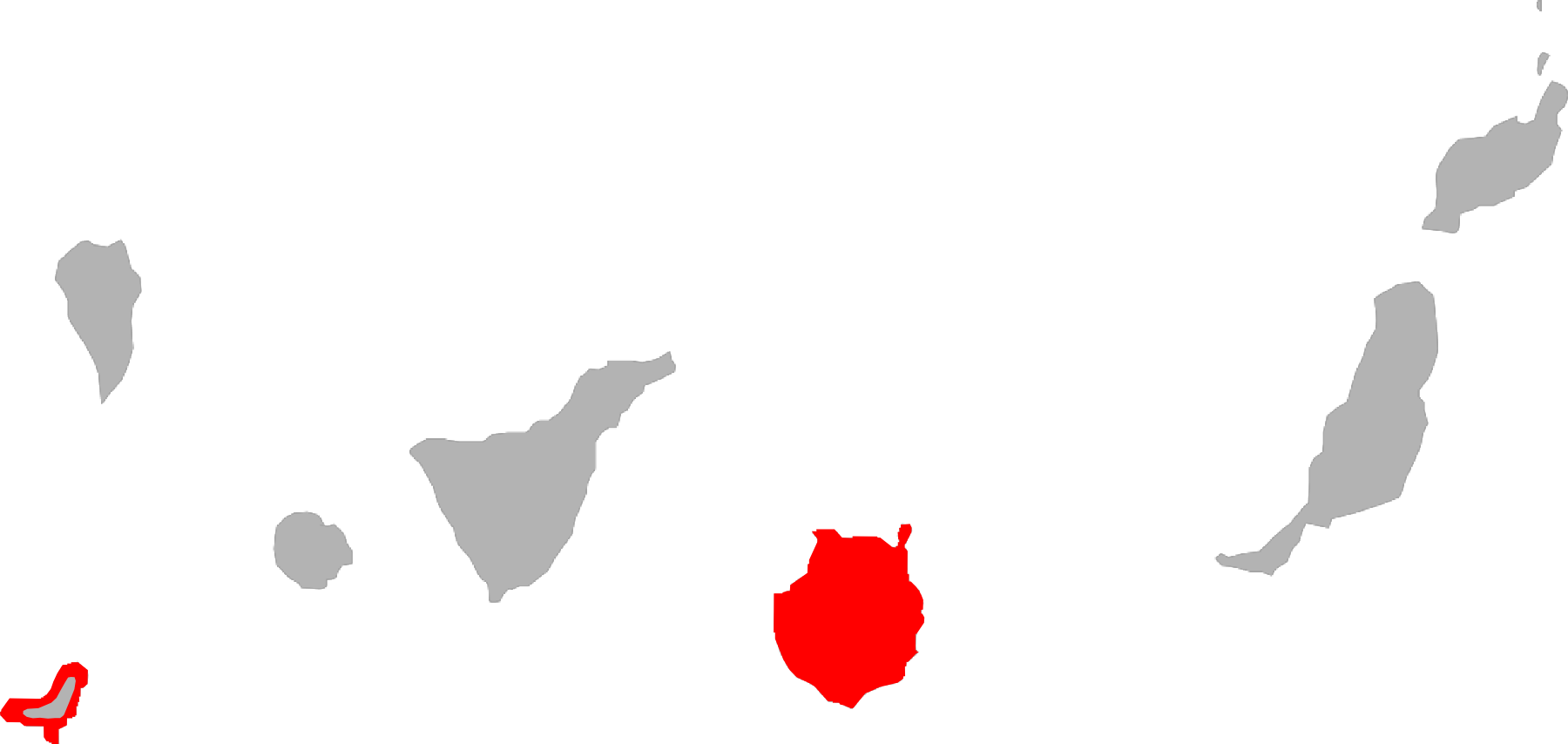
Distribuzione di T. boettgeri in rosso

T. boettgeri è endemica delle Isole Canarie; segnalata dal livello del mare, fino a circa 750 m di altezza.
Le aree rocciose e le zone costiere costituiscono l'habitat principale della specie. Si può avvistare, di tanto in tanto, anche nelle abitazioni.

## Tassonomia
Considerata, inizialmente, una sottospecie di T. delalandii, venne poi riclassificata come una specie a sé. La sottospecie T. b. bischoffi è ora considerata una specie separata (T. bischoffi).
Sono state riconosciute due sottospecie:
- Tarentola boettgeri boettgeri (sottospecie nominale; Gran Canaria)
- Tarentola boettgeri hierrensis (popolazione di El Hierro)

## Conservazione
Pur essendo cacciata da alcune specie introdotte nel suo habitat, quali il gatto ed il riccio, il numero della popolazione rimane elevato, perciò la IUCN Red List la considera una specie a rischio minimo (Least Concern).
T. boettgeri è protetta dalla legislazione internazionale e parte della popolazione vive in aree protette.